# Bryant Reeves
Bryant Reeves (ur. 8 czerwca 1973 w Fort Smith) – amerykański koszykarz, występujący na pozycji środkowego.
Karierę sportową zakończył przedwcześnie z powodu problemów z plecami.

## Osiągnięcia
Na podstawie, o ile nie zaznaczono inaczej.
NCAA
- Uczestnik rozgrywek:
  - NCAA Final Four (1995)
  - Sweet 16 turnieju NCAA (1992, 1995)
  - turnieju NCAA (1992–1995)
- Mistrz turnieju konferencji Big Eight (1995)
- 2-krotny zawodnik roku konferencji Big Eight (1993, 1995)
- Zaliczony do:
  - I składu:
    - NCAA Final Four (1995 przez AP)[2]
    - All-Big Eight (1993–1995)

  - II składu All-American (1994, 1995 przez UPI)
  - III składu All-American (1994, 1995 przez AP, NABC)

NBA
- Zaliczony do II składu debiutantów NBA (1996)[3]
- Uczestnik Rookie Challenge (1996)